# Anaplastický ependymom
Anaplastický ependymom je benigní, ale agresivní mozkový nádor, který se vyznačuje špatnou diferenciací, nápadnou buněčností a výraznou mitotickou aktivitou. Proliferuje do okolní tkáně a může se metastaticky šířit mozkomíšním mokem. Řídce se metastázy objeví v mízních uzlinách, v plicích nebo dutině břišní, skrze ventrikuloperitoneální shuntu.

## Příznaky
Nejčastějším příznakem je bolest hlavy, zvracení, epileptické záchvaty, poruchy zraku, plantární reflex, sekundární ospalost a změna chůze.

## Léčba
Léčba zahrnuje chirurgické odstranění nádoru, radio a chemoterapii.